# Morton (Vienne)
Morton ist eine französische Gemeinde mit 368 Einwohnern (Stand 1. Januar 2022) im Département Vienne in der Region Nouvelle-Aquitaine (vor 2016 Poitou-Charentes); sie gehört zum Arrondissement Châtellerault und zum Kanton Loudun (bis 2015 Les Trois-Moutiers).

## Geographie
Morton liegt etwa 55 Kilometer nordnordwestlich von Poitiers. Nachbargemeinden von Morton sind Saix im Norden, Raslay im Norden und Nordosten, Les Trois-Moutiers im Süden und Osten, Saint-Léger-de-Montbrillais im Süden und Südwesten sowie Montreuil-Bellay im Westen.

## Bevölkerungsentwicklung
| Jahr                      | 1962 | 1968 | 1975 | 1982 | 1990 | 1999 | 2006 | 2013 |
| Einwohner                 | 371  | 325  | 313  | 303  | 315  | 285  | 319  | 357  |
| Quelle: Cassini und INSEE |      |      |      |      |      |      |      |      |

## Sehenswürdigkeiten

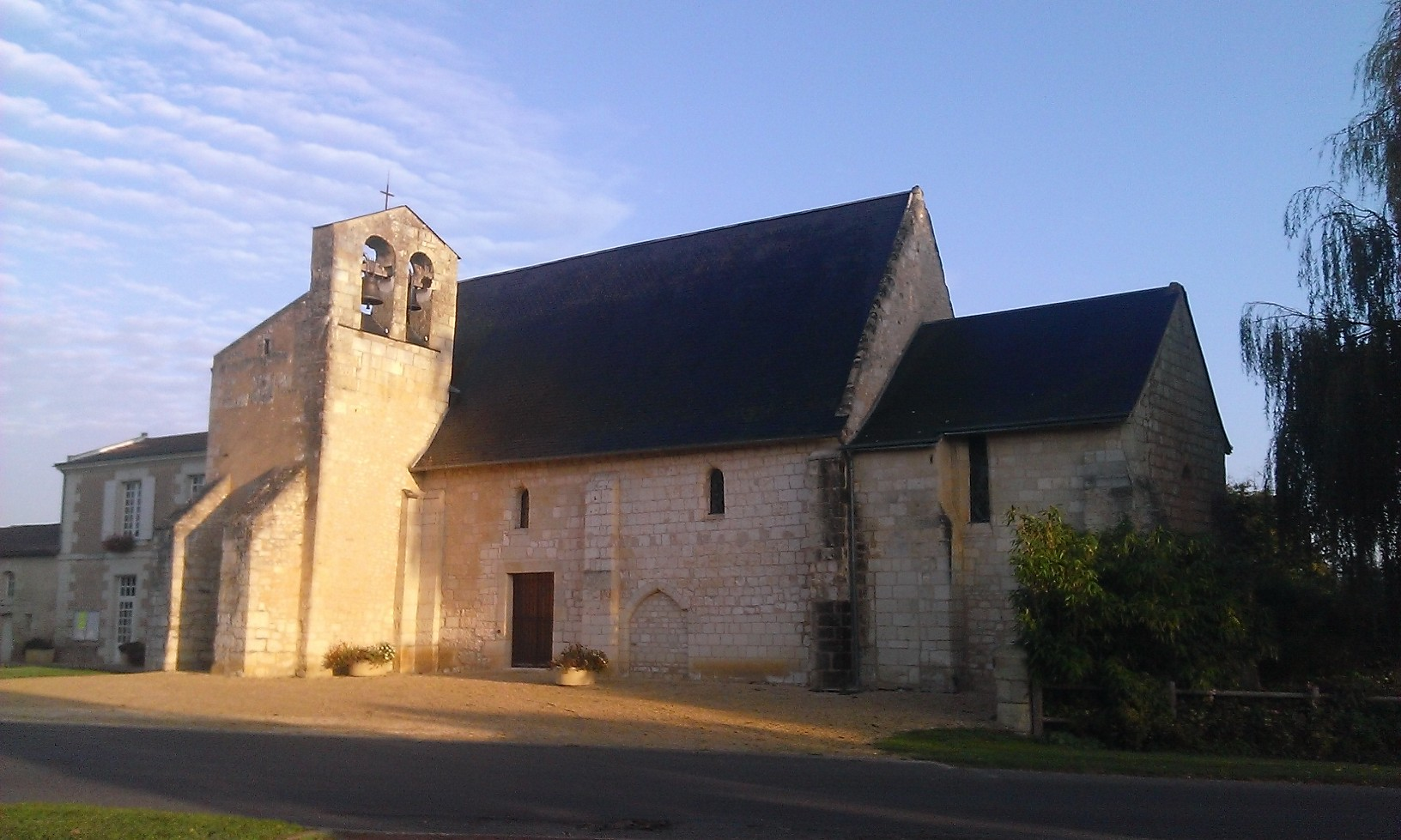
Kirche Saint-Pierre

- Kirche Saint-Pierre aus dem 12. Jahrhundert